# Ugone III d'Arborée
Ugone III d'Arborée (tué à Oristano le 3 mars 1383) est Juge d'Arborée de 1375 à 1383.

## Origine
Ugone III de Bas est le fils aîné et successeur  Mariano IV d'Arborée ou Mariano de Bas Juge d'Arborée  et de Timbor de Rocabertí. Il devient Juge d'Arborée après la mort de son père en mai 1375. Il poursuit la politique paternelle  et bénéficie d'une réputation de législateur dont le peuple bénéficie d'un  «  gouvernement sage et modéré ».
En 1363, il épouse une fille de Giovanni dei Viterbo, issu de la famille Da Vico qui meurt dès 1369. De cette union est issue sa fille unique et héritière Benedetta, qui en 1378 est demandée sans succès en mariage par Louis Ier d'Anjou, le second fils du roi Charles V de France, pour son fils aîné, Louis.
Ugone avait participé à la dernière campagne militaire de son père contre  Pere de Luna, commandant des forces catalane lors de la bataille  d'Oristano en 1365. Devenu juge, il continue à s'opposer à expansionnisme  des Catalans du roi Pierre IV d'Aragon et combat contre lui. Ugone III suscite le mécontentement de la noblesse du Judicat et le 3 mars 1383, il est assassiné avec Benedetta, sa fille et héritière, à Oristano, lors d'une révolte populaire. Ses meurtriers proclament  une République dont ils  commencent à codifier des lois. Sa sœur Éléonore d'Arborée réussit toutefois à faire élire comme Juge l'ainé de ses fils mineurs nés de son  union Brancaleone Doria; Federico d'Arborée et agissant comme  régente elle réussît à circonvenir les rebelles et à rétablir le gouvernement du Judicat.

## Sources
- (it) Cet article est partiellement ou en totalité issu de l’article de Wikipédia en italien intitulé « Ugone III di Arborea » (voir la liste des auteurs), édition du 19 mars 2014.
- (it) A. Boscolo, La Sardegna dei Giudicati, Cagliari, della Torre, 1979.
- (en) Site de I. Mladjov Medieval Sardinia (Sardegna).